# Megachile laminopeds
Megachile laminopeds är en biart som beskrevs av Wu 2005. Megachile laminopeds ingår i släktet tapetserarbin, och familjen buksamlarbin. Inga underarter finns listade i Catalogue of Life.